# Prepona melas
Prepona melas är en fjärilsart som beskrevs av Hans Fruhstorfer 1916. Prepona melas ingår i släktet Prepona och familjen praktfjärilar. Inga underarter finns listade i Catalogue of Life.